# Каракишиляр
Каракишиляр (азерб. Qarakişilər) — село в административно-территориальном округе села Караджаллы Губадлинского района Азербайджана. Село расположено на берегу реки Акера.
В ходе Первой карабахской войны, в 1993 году село было занято армянскими вооружёнными силами, и до ноября 2020 года находилось под контролем непризнанной НКР. Согласно административно-территориальному делению НКР, село находилось в Кашатагском районе и называлось Дзорап. 4 ноября 2020 года, в ходе вооружённого конфликта, президент Азербайджана объявил об освобождении села Гаракишиляр Вооружёнными силами Азербайджана.